# افرن رامیرز
افرن رامیرز (به انگلیسی: Efren Ramirez) (زاده ۲ اکتبر ۱۹۷۳) بازیگر آمریکایی است.
از فیلم‌های معروف او می‌توان به بازی در فیلم آخر بازی،کرانک،کرانک ۲ ،هنگامی که در رم، کارمند ماه، تامی و تی-رکس، خانواده‌های دیوانه و خانه پدری من اشاره کرد.